# Brightline
Brightline er en dieselelektrisk jernbanestrækning i Florida i USA. Jernbanestrækningen etableres af All Aboard Florida, et datterselskab til Florida East Coast Industries (FECI). I projektets første fase, er det planlagt at etablere en intercityforbindelse mellem Miami og West Palm Beach, med et enkelt stop i Fort Lauderdale. Hele projektet har til formål at forbinde Miami og det sydlige Florida med Orlando, hvilket kræver anlæggelse af en ny jernbane mod vest fra Floridas østkyst.
Den 13. januar 2018 åbende banen for passagertog på delstrækningen mellem Fort Lauderdale og West Palm Beach, som den eneste privatejede og -drevne passagerjernbane i USA.
Siden 1983 er Brightline den første privatejede virksomhed i USA, som har etableret og drevet et intercityjernbanesystem, hvor Denver & Rio Grande Western Railroad nedlagde Rio Grande Zephyr. Banen benytter Florida East Coast Railways (FEC) eksisterende jernbanetracé mellem Miami og Cocoa, samt en nyanlagt strækning på 64 kilometer langs Floridas statsvej 528 mellem Cocoa og Orlando International Airport. Brightline har offentliggjort planer om at udvide sit jernbanesystem til andre byer efter projektets første fase er gennemført.
Med en tophastighed på 201 km/t, vil Brightline med tiden – sammen med Amtraks Northeast Regional-intercitytog og MARC's Penn Line-pendlertog – få en delt andenplads som det næsthurtigste passagerstog i Nordamerika, efter Amtraks Acela Express (op til 240 km/t).

## Oprindelse og historie
I marts 2012 offentliggjorde Florida East Coast Industries (FECI) planer om at køre passagertog mellem Miami og Orlando. De totale anlægsomkostninger estimeres til 1,5 milliarder dollar. I marts 2013 ansøgte All Aboard Florida om et lån på 1,6 milliarder dollar af USA's midler til finansiering af jernbaneinfrastruktur (Railroad Rehabilitation & Improvement Financing, RRIF), der administreres af USA's jernbanestyrelse Federal Railroad Administration.
I slutningen af 2014 offentliggjorde virksomheden, at den havde ansøgt om at få udstedt virksomhedsobligationer til en værdi af 1,75 milliarder dollar, hvor indtægterne fra salget af obligationerne kraftigt ville reducere eller helt erstatte værdien af RRIF-låneansøgningen.
Fra Federal Railroad Administration modtog virksomheden i januar 2013, hvad der svarer til en VVM-redegørelse (Finding of No Significant Impact, FONSI), som ikke påviste miljøpåvirkning af større betydning, hvilket banede vejen for at arbejdet med at etablere jernbanen mellem Miami og West Palm Beach kunne begynde. I september 2014 blev et udkast til en redegørelse for den fuldt udbyggede jernbanestrækning offentliggjort, og der fulgte en række offentlige høringsmøder. Den endelige miljøredegørelse (Final Environmental Impact Statement) blev offentliggjort den 4. august 2015. I begyndelsen af 2015 begyndte virksomheden at opføre stationer i Miami, Fort Lauderdale og West Palm Beach, samt at foretage forbedringer på dele af af deres eksisterende jernbanestrækning.
Kørsel på hele strækningen mellem Miami og West Palm Beach forventes at begynde i første kvartal 2018,, efterfulgt af kørsel til Orlando i slutningen af 2020. Den 10. november 2015 offentliggjorde All Aboard Florida, at deres jernbanesystem ville køre under navnet Brightline.

### Anlæggelse
Anlægsarbejder begyndte på strækningen mellem Miami og West Palm Beach, hvor der blev lagt nye skinner, desuden blev en midlertidig parkeringsplads ved Government Center i det centrale Miami lukket i midten af 2014. Senere på året begyndte de indledende arbejder med byggeriet af stationen i Miami. Suffolk Construction er hovedentreprenør på stationen i Miami.
Den 29. oktober 2014 begyndte arbejdet på stationen i Fort Lauderdale med nedrivelse af eksisterende bygninger på stedet. Det første spadestik ved byggeriet af stationen i West Palm Beach, fandt sted i november 2014. Moss & Associates fra Fort Lauderdale, er hovedentreprenør på stationerne i West Palm Beach og Fort Lauderdale.
I januar 2015 begyndte arbejdshold at udskifte skinner på hele strækningen. Siden december 2015 har All Aboard Florida for 1,4 millioner dollar forpagtet et areal langs Floridas statsvej 528 fra Central Florida Expressway Authority. Af kontrakten fremgår det, at der er aftalt at All Aboard Florida vil overveje en udvidelse til Jacksonville.

### Åbning
Før den 7. januar 2018 havde Brightline indledende kørsler på strækningen, men de var ikke åbne for offentligheden. Kørsel for offentligheden mellem West Palm Beach og Fort Lauderdale, begyndte lørdag den 13. januar. I løbet af de første seks dage med offentlig kørsel, blev to personer dræbt af toget to forskellige steder på strækningen, fordi de havde forsøgt at krydse skinnerne, selv om bommene var nede.

## Ingeniørarbejde

### Hastighed
For at kunne tilbagelægge strækningen mellem Orlando og Miami på de ønskede cirka tre timer, vil Brightlines tog skulle køre med en gennemsnitshastighed på 129 km/t, hvilket svarer til gennemsnitshastigheden for Amtraks Acela Express, der kører i Northeast Corridor mellem New York og Washington DC. Til sammenligning er køretiden i bil på omtrent fire timer, med en gennemsnitshastighed på 97 km/t.
Togets hastighed vil nå op på 127 km/t mellem Miami og West Palm Beach, 177 km/t mellem West Palm Beach og Cocoa, og 201 km/t mellem Cocoa og Orlando International Airport. For at kunne ændre hastighedsbegrænsningen fra 127 km/t til 177 km/t mellem West Palm Beach og Cocoa, skal de eksisterende jernbanespors tilstand forbedres så de lever op til USA's føderale standarder.

### Opgradering af eksisterende strækning mellem Miami og Cocoa
Projektet forudsætter opgraderinger for flere end 1,5 milliarder dollar af jernbanestrækningen mellem Miami og Cocoa. Virksomheden anlægger dobbeltspor på strækningen, forbedrer signalsystemerne og opgraderer alle overkørsler til at opfylde de højeste gældende sikkerhedsstandarder defineret af Florida Department of Transportation (Floridas transportministerium) og Federal Railroad Administration.

#### Stillezoner
Som reaktion på borgeres bekymringer over forøget støj fra togenes horn, som i USA aktiveres flere gange inden enhver bevogtet såvel som ubevogtet overkørsel passeres, oplyste All Aboard Florida at de i samarbejde med lokalsamfundene vil etablere stillezoner, hvor det er muligt. Føderal lovgivning i USA kræver at ønsker om stillezoner skal komme fra de lokale vejmyndigheder, og ikke fra jernbanevirksomheden.
I august 2014 offentliggjorde virksomheden et partnerskab med myndighedernes planlægningskontorer i Broward og Palm Beach, om at etablere stillezoner mellem City of Hallandale Beach og 15th Street i West Palm Beach. I december 2014 afsatte Miami-Dade Metropolitan Planning Organization økonomiske midler til at etablere stillezoner mellem PortMiami og Miami-Dade Countys nordlige afgrænsning. Stillezonerne var oprindelig planlagt til at være etableret i slutningen af 2017, for at være færdige når Brightline begyndte at køre tog mellem Miami og West Palm Beach. Brightlines tog begyndte at køre den 13. januar 2018, men forskellige forsinkelser i etableringen af stillezonerne, medførte at de først ville være klar i løbet af marts 2018.

#### Broer
FEC-jernbanestrækning indeholder et antal fast forbundne broer, som erstattes i forbindelse med projektet. De fleste kræver ikke tilladelse fra United States Coast Guard (USCG, USA's kystvagt), da de ikke spænder over betydelige sejlbare vandveje og fordi højden ikke vil forandres. Tolv andre broer – over St. Johns River, Eau Gallie River, St. Sebastian River, Crane Creek, Turkey Creek, West Palm Beach Canal, Boynton Canal, Middle River (begge forgreninger, North Fork og South Fork), Oleta River, Arch Creek og Hillsboro Canal – kræver tilladelse fra USCG.
Desuden forudsætter projektet betydelig investering og opgradering af tre bevægelige bro over St. Lucie River, Loxahatchee River og New River. Disse forbedringer sikrer at broernes mekaniske systemer til at hæve og sænke brospændene, enten fuldstændig opgraderes eller helt erstattes. All Aboard Florida har udtalt at før broerne tages i brug, vil de begynde, med jævne mellemrum, at orientere brugere af vandvejene om planlagte brolukninger, så ventetiden ved broerne kan nedbringes. Desuden vil virksomheden etablere en brovagt ved broen over New River.

### Cocoa-Orlando
Den foreslåede strækning mellem Cocoa og Orlando er den eneste delstrækning, hvor der ikke er eksisterende spor eller tracé ejet af FEC. Oprindelig mente Central Florida Expressway Authority (CFX), at de kunne finde plads til at anlægge nye jernbanespor til projektet inden for vejen BeachLine Expressways 91 meter brede tracé. Det viste sig dog, at den var for smal til at der også kunne blive plads til jernbanespor, yderligere forsyningsledninger og eventuelle fremtidige vejudvidelser. Deseret Ranch, der ejer jorden lige syd for BeachLine, påbegyndte forhandlinger med CFX om salg af yderligere jord, for at udvide tracéen. Ifølge en aftalt indgået den 16. juli 2013, har CFX foreløbigt gået med til at betale 12 millioner dollar for en udvidelse af tracéen med 61 meter langs den 35 kilometer lange BeachLine-tracé mellem Cocoa og Orlando International Airport. I begyndelsen af oktober 2013, indgik CFX og All Aboard Florida en formel købsaftale af jorden, der er krævet til jernbanesporene. Selv om anlæggelsen var planlagt til at begynde tidligt i 2015, er påbegyndelsesdatoen blevet rykket indtil FRA udgiver det endelige miljøredegørelse.
Også i oktober 2013, godkendte bestyrelsen af Greater Orlando Aviation Authority (GOAA) udvikling af en station og værksted på Orlando International Airports grund, samt en servitut til anlæggelse af spor mellem stationen og hovedstrækningen til kysten. Den delstrækning af den foreslåede jernbane vil tillade hastigheder på op til 201 km/t, og vil dermed næsten leve op til United States Codes (USA's lovsamlings) definition af højhastighedstog, som beskriver jernbaner der "forventes at kunne opnå en vedvarende hastighed på mere end 125 miles i timen [201 km/t]". Congressional Research Service (kendt som Kongressens tænketank) benytter også udtrykket "højere" hastighed-jernbane for tophastigheder op til 241 km/t.

### Vedligeholdelse
All Aboard Florida opfører to værksteder til Brightline-togene. I West Palm Beach foretages vedligeholdelses- og reparationsarbejder, som ikke kræver at togsættene tages ud af drift. Værkstedet kan håndtere fire togsæt på hver ti vogne, og der er adgang til undersiden af togene. Mere omfattende vedligeholdelses- og reparationsarbejder sker på et værksted i nærheden af Orlando International Airport Intermodal Terminal.

## Service

### Strækning
Strækningen består af stationer ved Orlandos lufthavn, i West Palm Beach, Fort Lauderdale og Miami.

### Køreplan
Mens togene kun kan køre mellem West Palm Beach og Fort Lauderdale, er der på hverdage ti afgange i hver retning, mod ni afgange i hver retning i weekender. Med tiden skal der udvides til 16 daglige afgange i hver retning. Selv om strækningen deles med godstog, forventes der kun få forsinkelser for passagertogene, da godstogene kører med en relativ høj hastighed.

## Stationer
De tre stationer i det sydlige Florida er designet af Skidmore, Owings and Merrill i samarbejde med Zyscovich Architects. Rockwell Group har designet de indvendige check-in-områder, mad- og drikkeområder, samt loungerne i alle fire Brightline-stationer.

### Miami
Stationen i det centrale Miami, hedder MiamiCentral
(ikke at forveksle med Miami Central Station tæt på lufthavnen Miami International Airport). FECI ejer stationsområdet på cirka 36.000 m², der i årevis havde været benyttet som parkeringsplads, beliggende ved siden af Government Center og lige øst for Miami-Dade County Hall. Der er tilladelse til et byggeri på i alt cirka 230.000 m², som bliver en blanding af beboelse, kontorer og forretninger, med et indkøbscenter. Stationen forbinder Brightline med to Metrorail-stationer, to Metromover-stationer, Metrobus, Miami Trolley og en fremtidig Tri-Rail-station.

### Fort Lauderdale
FECI opkøbte et areal på cirka 28.000 m² i det centrale Fort Lauderdale til stationsbygningen, som ligger ved NW 2nd Avenue mellem Broward Boulevard og NW 4th Street.
Opførelse af stationen begyndte i slutningen af 2014.

### West Palm Beach
I det centrale West Palm Beach købte FECI et areal på cirka 8.000 m² til stationsbygningen, som ligger mellem Datura og Evernia, og vest for Quadrille.
Opførelse af stationen begyndte i slutningen af 2014.

### Orlando
Stationen i Orlando bliver en del af den nye Orlando International Airport Intermodal Terminal, som er under opførsel i Orlando International Airport.

## Teknik

### Materiel
I september 2014 offentliggjorde All Aboard Florida en ordre på fem Siemens-togsæt. Som en begyndelse består hvert Brightline-togsæt af fire passagervogne, med et diselelektrisk Siemens Charger-lokomotiv i hver ende. Passagervognenes indvendige design er udført af LAB ved Rockwell Group, og består af ergonomiske siddepladser, wifi, niveaufri indstigning, og opfyldelse af Americans with Disabilities Acts krav til handicapvenlighed. I samarbejde med All Aboard Florida, fandt LAB også på navnet Brightline (bright = begavet, strålende), markedsføringsplatformen og den visuelle identitet. Det komplette togsæt, herunder passagervognene, blev fremstillet af Siemens på deres solenergidrevne fabrik i Florin i Californien. Når strækning helt til Orlando tages i drift, vil togsættene blive udvidet til syv passagervogne, og der vil blive indkøbt yderligere fem komplette togsæt. Det første af de fem togsæt forlod Siemens' fabrik den 8. december 2016, og ankom til West Palm Beach den 14. december.
Brightline tilbyder to klasser, Select (svarende til første klasse) og Smart (svarende til anden klasse), med pt. én hhv. tre vogne i hvert togsæt. I Select er der tre sæder i hver række, med 50 pladser i en vogn, mens der er fire sæder i hver række i Smart, med 66 sæder i en vogn.

## Fremtidig udvidelse
Brevard County udfører lobbyarbejde for at få et Brightline-stop som en del af udvidelsen til Orlando og andetsteds, da banen vil løbe gennem county'et. Space Coast Transportation Planning Organization har peget på en placering ved Clearlake Road i Cocoa, som sit forslag til Brightline. Brightline har offentliggjort, at de har til hensigt at udvide til andre områder, når den indledende fase er fuldført. Et muligt sted at udvide til er Jacksonville, da Florida East Coast Railway allerede ejer jernbanespor dertil. Brightline har antydet at Tampa Bay Area også er et fremtidigt ønske, om end den nødvendige infrastruktur ikke findes i forvejen.